# Parsęta
La Parsęta (en allemand Persante) est un fleuve du nord-ouest de la Pologne qui se jette dans la mer Baltique.

## Géographie
Elle a une longueur de 132 km et son bassin hydrographique recouvre 3 151 km2.
Les villes suivantes sont situées sur la Parsęta :
- Białogard, Kołobrzeg, Karlino